# Creugas uncatus
Creugas uncatus là một loài nhện trong họ Corinnidae.
Loài này thuộc chi Creugas. Creugas uncatus được Frederick Octavius Pickard-Cambridge miêu tả năm 1899.